# Шахов, Евгений Сергеевич
Евгений Сергеевич Шахов (укр. Євген Сергійович Шахов; род. 6 июля 1962, Запорожье) — советский и украинский футболист, нападающий, полузащитник. Тренер. Мастер спорта СССР с 1987 года.

## Биография
Начал играть в футбольной школе «Стрела» (Запорожье) в 1975 году.
В 1980—1986 годах выступал в первой лиге за «Металлург» Запорожье, в 1982 проходил армейскую службу в СКА Одесса. Интересно, что перед сезоном 1986  года Шахов забил всего 14 мячей в 100 матчах, а в указанном сезоне сумел 19 раз поразить ворота соперников в 44 поединках Первой лиги СССР. В любом случае в этих командах он был на лидирующих позициях, играя либо в линии полузащиты или в атаке. Своей результативной игрой в последнем сезоне в составе запорожских «сталеваров» обратил внимание на селекционеров команд высшей лиги.
В 1987 году перешёл в днепропетровский «Днепр», где забил лишь три гола в 28 матчах чемпионата. Только после ухода в киевское «Динамо» двух лидеров — Олега Протасова и Геннадия Литовченко, Шахов сумел стать одним из лидеров атаки в обновлённой команде Евгения Кучеревского.

Быстрый, подвижный, инициативный, обладал голевым чутьём, умел нестандартно сыграть в завершении атаки.— 
В 1990 году короткое время играл в немецкой Бундеслиге за «Кайзерслаутерн», в который был продан за 600 тысяч марок. Во втором круге сезона 1989/1990 вернулся в Днепропетровск и успел забить 7 мячей в 11-ти матчах. В начале второго круга последнего союзного чемпионата отбыл в Израиль.
В 1991—1997 годах выступал в Израиле. Позже вернулся на Украину, где работал тренером.
Сыновья — Евгений и Сергей — также футболисты.

## Достижения

### Командные
«Днепр»
- Чемпион СССР: 1988
- Обладатель Кубка СССР: 1989
- Серебряный призёр чемпионата СССР (2): 1987, 1989
- Обладатель Кубка Федерации футбола СССР: 1989
- Обладатель Суперкубка СССР: 1989
- Финалист Кубка Федерации футбола СССР: 1990

### Личные
- Лучший бомбардир чемпионата СССР: 1988 (16 голов)
- В Списках 33 лучших футболистов сезона в СССР: № 3 — 1988
- Включён в список 50 лучших игроков в истории «Днепра» (11 позиция)[2]